# Engwegengrub

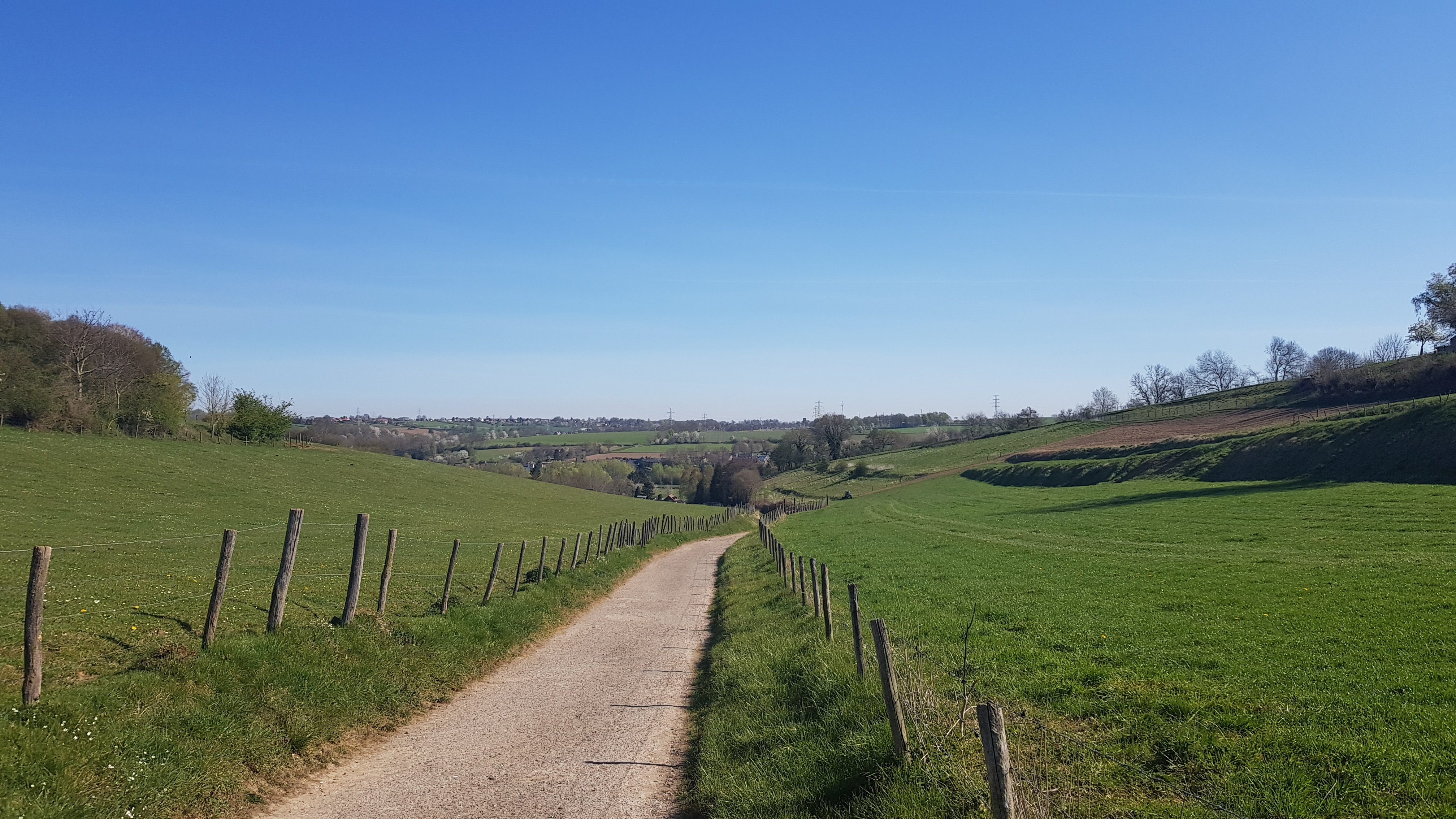
de Engwegengrub

De Engwegengrub is een droogdal bij Schin op Geul in de Nederlandse gemeente Valkenburg aan de Geul in Zuid-Limburg. Het dal ligt zuidwesten van Engwegen en ten noordoosten van buurtschap Keutenberg.
De Engwegengrub ligt in de noordoostelijke rand van het Plateau van Margraten in de overgang naar het Geuldal. De grub ligt tussen twee hoge heuvels, ten noordwesten van de grub de Sousberg en ten zuidoosten de heuvel Keutenberg.
Aan de monding van de grub in het Geuldal ligt in de helling de Groeve Keutenberg met eronder het restant van de Kalkoven Engwegen.
Ongeveer een halve kilometer naar het zuidoosten ligt het droogdal Gronzedelle en aan de andere zijde van de Sousberg ligt het droogdal Kleingracht.